# Etanolan sodu
Etanolan sodu, etoksylan sodu – organiczny związek chemiczny z klasy alkoholanów

## Właściwości
Jest to ciało stałe, barwy białej, dobrze rozpuszczalne w bezwodnym alkoholu etylowym. Etanolan pod wpływem wody ulega hydrolizie, przy czym powstaje etanol i wodorotlenek sodu:
C
2H
5ONa + H
2O → C
2H
5OH + NaOH

## Otrzymywanie
Powstaje w wyniku reakcji alkoholu etylowego z sodem (drugim produktem tej reakcji jest wodór):
2C
2H
5OH + 2Na → 2C
2H
5O−
Na+
 + H
2↑